# Meloe ovilis
Meloe ovilis là một loài bọ cánh cứng trong họ Meloidae. Loài này được Mulsant miêu tả khoa học năm 1857.